# Campionati mondiali di ginnastica ritmica sportiva 1997
I XXI Campionati mondiali di ginnastica ritmica sportiva si sono svolti a Berlino, in Germania, dal 23 al 26 ottobre 1997.
Sono stati gli ultimi campionati ad assumere questa denominazione. Vi hanno avuto luogo solamente gli eventi individuali.

## Risultati
| Evento                          | Oro                                                    | Argento                            | Bronzo                                                      |
| Individuale (cerchio)           | Natal'ja Lipkovskaja Russia 10,000                     | Olena Vitryčenko Ucraina 9,995     | Eva Serrano Francia 9,950                                   |
| Individuale (nastro)            | Olena Vitryčenko Ucraina 10,000                        | Natal'ja Lipkovskaja Russia 9,995  | Eva Serrano Francia 9,933                                   |
| Individuale (clavette)          | Olena Vitryčenko Ucraina 10,000                        | Jana Batyršina Russia 9,950        | Natal'ja Lipkovskaja Russia / Tat'jana Popova Ucraina 9,900 |
| Individuale (fune)              | Jana Batyršina Russia / Olena Vitryčenko Ucraina 9,955 | --                                 | Natal'ja Lipkovskajaa Russia 9,950                          |
| Individuale (concorso completo) | Olena Vitryčenko Ucraina 39,900                        | Natal'ja Lipkovskaja Russia 39,866 | Jana Batyršina Russia 39,832                                |
| Concorso a squadre              | Russia 118,678                                         | Bielorussia 118,264                | Ucraina 118,229                                             |

## Medagliere
| Pos. | Nazione     | Oro | Argento | Bronzo | Totale |
| 1    | Ucraina     | 4   | 1       | 2      | 7      |
| 2    | Russia      | 3   | 3       | 3      | 9      |
| 3    | Bielorussia | 0   | 1       | 0      | 1      |
| 4    | Francia     | 0   | 0       | 2      | 2      |